# 獅子座18
獅子座18，又名BD+12 2090，HD 84561、SAO 98755、HR 3877，是獅子座的一颗恒星，视星等为5.63，位于銀經223.07，銀緯44.08，其B1900.0坐标为赤經9h 41m 0.1s，赤緯+12° 44.08′ 15″。